# Glädjehuset (musikklubb)
För andra betydelser, se Glädjehuset.
Glädjehuset var ett kulturhus och konserthus i Stockholm under åren 1976–1988. Det gästades av artister som Suzanne Vega med flera.
På Glädjehuset, beläget på Holländargatan 32, spelade bland annat punkgruppen Sex Pistols och Aftonbladets Rockbjörnsutdelning skedde där. Diskoteket var i två våningar och hade två dansgolv.